# Nguse Tesfaldet
Nguse Tesfaldet Amlosom, född 10 november 1986, är en eritreansk långdistanslöpare.
Tesfaldet tävlade för Eritrea vid olympiska sommarspelen 2012 i London, där han slutade på 15:e plats på 10 000 meter. Vid olympiska sommarspelen 2016 i Rio de Janeiro slutade Tesfaldet på nionde plats på 10 000 meter.